# Дактиль
Да́ктиль (грец. dáktylos — палець; міра довжини) — в античній версифікації — стопа на чотири мори з трьох складів, з яких перший — довгий, решта — короткі.
У силабо-тонічній системі — трискладова стопа з наголосом на першому складі (-UU). Дактилічні віршові розміри з'явилися в українській поезії у другій половині 18 ст., проте чималий час лишалися не вельми популярними. І досі одностопний дактиль — надзвичайно рідкісне явище навіть у гетерогенних строфах, хоч трапляються поодинокі випадки його вживання:
Всі поля серпами гніву: скошено.
Всі шляхи в кривавій зливі: зрошено (Юрій Клен).
Іноді поети вдаються до двостопного дактиля:
Лезами слів: Значте скарби.
Воля і гнів — : Голос доби (П. Филипович).
Поширеним є тристопний дактиль:
В райдугу чайка летіла.
Хмара спливала на схід.
Може б, і ти захотіла:
Чайці податися вслід?
Сонце на заході впало.
Райдуга згасла в імлі.
Темно і холодно стало:
На неспокійній землі (Л. Первомайський).
Часто використовується чотиристопний дактиль:
Синіми спіралями, барвами-кольорами:
Ходить-ходить хвилями втіха, як вино (…) (І. Багряний).
Цікавий приклад п'ятистопного дактиля міститься у доробку М. Вінграновського:
Ніжне творіння, тебе я не завжди докликую,
Наче ту пару з небачених чаш із віків,
Вдень ти малою стаєш, і стаєш уночі ти великою,
Чом собі снишся вночі ти косулею серед вовків?
Не є винятком і шестистопний дактиль, в тому числі й білий:
Дні відцвітають в минуле, тремким осипаються листям:
В сяєві променів грають, в барвистім згоряють вогні,
Смуток і радості й туги засновують очі імлою.
І на волосся й на вії сріблястий кладеться іней (Б. Кравців).
Дедалі більше поширення знаходить вільний дактиль:
Тільки й думок —
на ранок:
Хліба нема у жінки…
Ґанок,
Труп біля стінки (Є. Плужник).